# Nathrius berlandi
Nathrius berlandi är en skalbaggsart som först beskrevs av Jean François Villiers 1946.  Nathrius berlandi ingår i släktet Nathrius och familjen långhorningar. Inga underarter finns listade i Catalogue of Life.